# 塔佐蠕蟲
塔佐蠕蟲（tatzelwurm）是一種傳說中的神秘生物，出現於阿爾卑斯山。又被稱為Stollenwurm、Stollwurm、Bergstutz、Springwurm、Praatzelwurm和arassas。

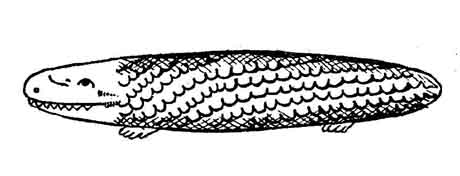
1836年繪製的塔佐蠕蟲圖像

## 描述
塔佐蠕蟲普遍的描述是：2至6英尺長、長得像蛇、渾身覆蓋鱗片、兩條腿靠前、眼睛明亮、貓耳，普遍被說成是披著魚鱗的貓。塔佐蠕蟲另外一種特徵就是，它能散發出有毒的臭氣，其毒性能置人死地。

## 理论
- 部分動物學家認為塔佐蠕蟲為毒蜥屬的歐洲種群，並給予「Heloderma europaeum」的擬議學名。
- 水獺的誤認。

## 外部連結
- The Cryptid Zoo: Tatzelwurm （页面存档备份，存于）
- Cryptomundo: Tatzelwurm info and sightings, including the photo （页面存档备份，存于）